# Hirschhornkuchen

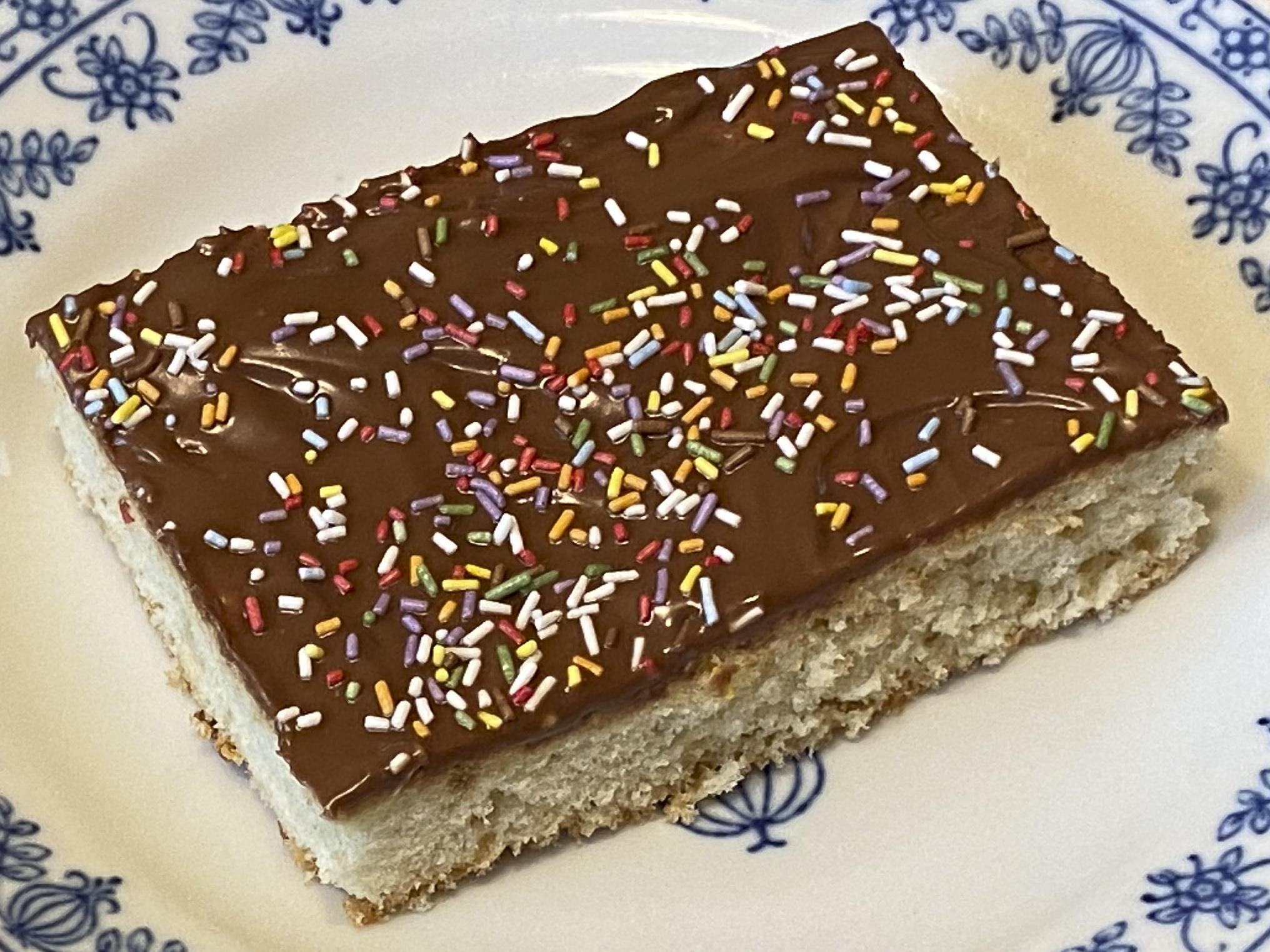
Hirschhornkuchen

Hirschhornkuchen ist ein flacher Rührkuchen und wird meist mit einer Glasur aus Schokolade überzogen. Er ist eine Spezialität der Thüringer Küche. In der DDR firmierte er auch unter dem Namen Ammonkuchen.
Beim Hirschhornkuchen wird als Treibmittel Hirschhornsalz verwendet, das beim Backen Ammoniak bildet. Der Teig entspricht von der Zubereitung dem von Amerikanern, weshalb der Geschmack ähnlich ist.
Hirschhornkuchen wird meist zu streifenförmigen Stücken geschnitten, die etwa 2 bis 3 cm breit und etwa 10 cm lang sind. Hirschhornkuchen ist relativ locker und hält sich einige Tage frisch.
Im Thüringer Wald bestand angeblich die Tradition, dass Gästen für den Heimweg dieser Kuchen mitgegeben wurde.